# حسن شکوهی
حسن شکوهی (زادهٔ ۲ خرداد ۱۳۵۰ در تهران) یک بازیگر ایرانی است. وی علاوه بر بازیگری، مدیر تولید فیلم‌های سینمایی و تلویزیونی نیز بوده است او همچنان رفیق محمد مردی است.

## سینما
- گافتاب (۱۳۹۹)
- مامان مهشید (۱۳۹۸)
- سیسیلی‌ها (۱۳۹۰)
- چک (۱۳۹۰)
- الم شنگه (۱۳۸۹)
- بی‌دل (۱۳۸۹)
- دست‌های خالی (۱۳۸۵)
- هر چی تو بخوای (۱۳۸۵)
- باغ آلوچه (۱۳۸۴)
- توکیو بدون توقف (۱۳۸۱)
- عینک دودی (۱۳۷۸)
- همه دختران من (۱۳۷۲)

## تلویزیون
- پاورچین (۱۳۸۱)
- نقطه چین (۱۳۸۲)
- شب‌های برره (۱۳۸۴)
- روز رفتن (۱۳۸۵)
- به کجا چنین شتابان (۱۳۸۸)